# Zaprionus armatus
Zaprionus armatus är en tvåvingeart som beskrevs av Collart 1937. Zaprionus armatus ingår i släktet Zaprionus och familjen daggflugor. Inga underarter finns listade i Catalogue of Life.